# Еремеева, Антонина Николаевна
Антонина Николаевна Еремеева (1908 — неизвестно) — советская эстрадная певица старинных русских романсов и таборных песен, актриса.

## Биография
Родилась в 1908 году в Российской империи.
С детства занималась и увлекалась конным спортом, греблей, лёгкой атлетикой. В школьные годы выступала на сцене во время концертов. Со временем один из профессоров заметил у девушки талант в пении и посоветовал её родителям отправить Еремееву на учёбу в область музыки города Ленинград, где девушка занималась вокалу, ходила на регулярные занятия, изучала сценическое поведение и манеру исполнения. Ею восхищались такие люди, как Н. И. Тамара, Л. В. Собинов, А. В. Нежданова.
С 1924 года началась карьера Еремеевой, когда её имя появилось на афишах Ленинграда совместно с Алексеем Владимировичем Таскиным — известным музыкантом, аккомпаниатором Анастасии Вяльцевой. После первых концертов о ней впервые написали в газете, что на эстрадном небосклоне взошла новая звёздочка. Первыми крупными концертными площадками для Еремеевой были в Ленинграде и Москве, а основное направление пения приходилось на жанр старинных русских романсов и таборных песен.
В 1926 году на Еремееву обратил внимание кинематограф. В скором времени её находит Г. М. Козинцев и приглашает сняться в советском фильме «Шинель», где А. Николаевна сыграла главную роль девушки — «небесное создание». После, в 1928 году последовала ещё одна главная роль в советском фильме «Ночная смена» (другое название — «Знойный принц»), где Еремеева сыграла роль Раисы, дочери Мазепова. Следующая роль пришлась на 1937 год в советском фильме «Бежин луг», в котором роль Еремеевой так и неизвестна.
Свои сборы от концертов, с которыми гастролировала по всему постсоветскому пространству, часто отдавала в пользу нуждающихся студентов. Позже переехав в Москву, работала в ЦДКА под руководством Александра Васильевича Александрова и имела хорошие отношения с Красной армией. Во время начала Великой Отечественной войны выступала перед ранеными военными в госпиталях, а после того, когда сформировалась концертная бригада, то вместе с ней Еремеева отправилась на Юго-Западный фронт. Также Антонина Николаевна выступала не только перед бойцами действующей армии, но и перед населением освобождённых от фашистов деревень, читала вслух газеты и проводила беседы.
За героическую работу в годы войны по обслуживанию воинских частей, госпиталей и фронта, Еремеева была награждена многочисленными грамотами правительства и медалью «За доблестный труд в Великой Отечественной войне 1941—1945 гг.». После завершения войны, по-прежнему гастролировала.